# Getulio Alviani
Getulio Alviani (Údine, 5 de septiembre de 1939-Milán, 24 de febrero de 2018) fue un pintor y escultor  italiano.

## Biografía
Alviani estudió en el colegio artístico de Venecia. Su primera obra, Los hilos de la luz, fue inspirada por cables eléctricos aéreos. Luego, realizó obras sobre superficies de aluminio pulidas llamadas Superficies de textura vibrátil. Dichas obras fueron presentadas con éxito en la exhibición "Nove Tendencije", en Zagreb. En esos tiempos, intercambiaba  ideas con renombrados artistas como Julio Le Parc, François Morellet y Enrico Castellani, quienes participaban activamente en el GRAV ("Groupe de Recherce d'Art Visuelle") de París.
Al mudarse a Milán, entabló amistad con Piero Manzoni y Lucio Fontana, y trabajó con otros artistas como Max Bill y Josef Albers. En 1964 fue invitado a la Bienal de Venecia y compartió una sala con Enrico Castellani.
De allí en adelante, Alviani comenzó a ganar éxito a nivel internacional. Exhibió una de sus grandes superficies en la Documenta de Kassel. En 1965 participó en la exhibición "The responsive eye", en el Museo de Arte Moderno de Nueva York, junto a otros artistas del arte cinético. Sus obras fueron muy apreciadas, y algunas fueron compradas por el museo.
Durante la década de los 70 viajó mucho, especialmente a Sudamérica, y aceptó, bajo pedido de Jesús Rafael Soto, asumir la dirección del Museo Jesús Soto de Arte Moderno de Ciudad Bolívar, en Venezuela.
Participó en las Bienales de Venecia en 1984, 1986 y 1993. Exhibió sus obras en el Trienal de Milán, el Kunsthaus de Graz, el Palazzo delle Papesse en Siena, la Académie de France en Roma, y la Bienal de Buenos Aires. En 2005 participó de la Quadrienal de Roma. Ese mismo año, la Galleria di arte moderna e contemporeanea de Bérgamo hizo una antología completa de Alviani.

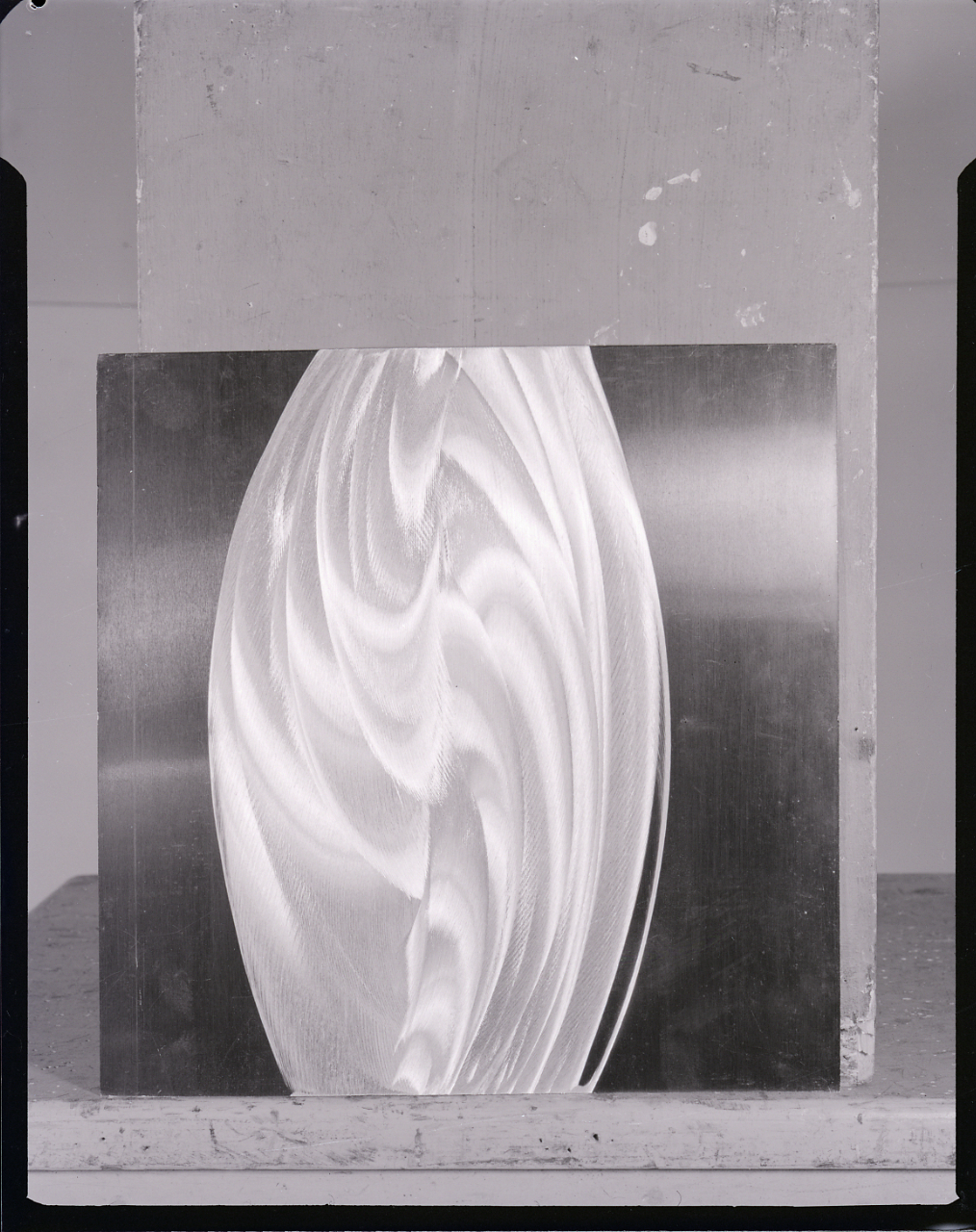
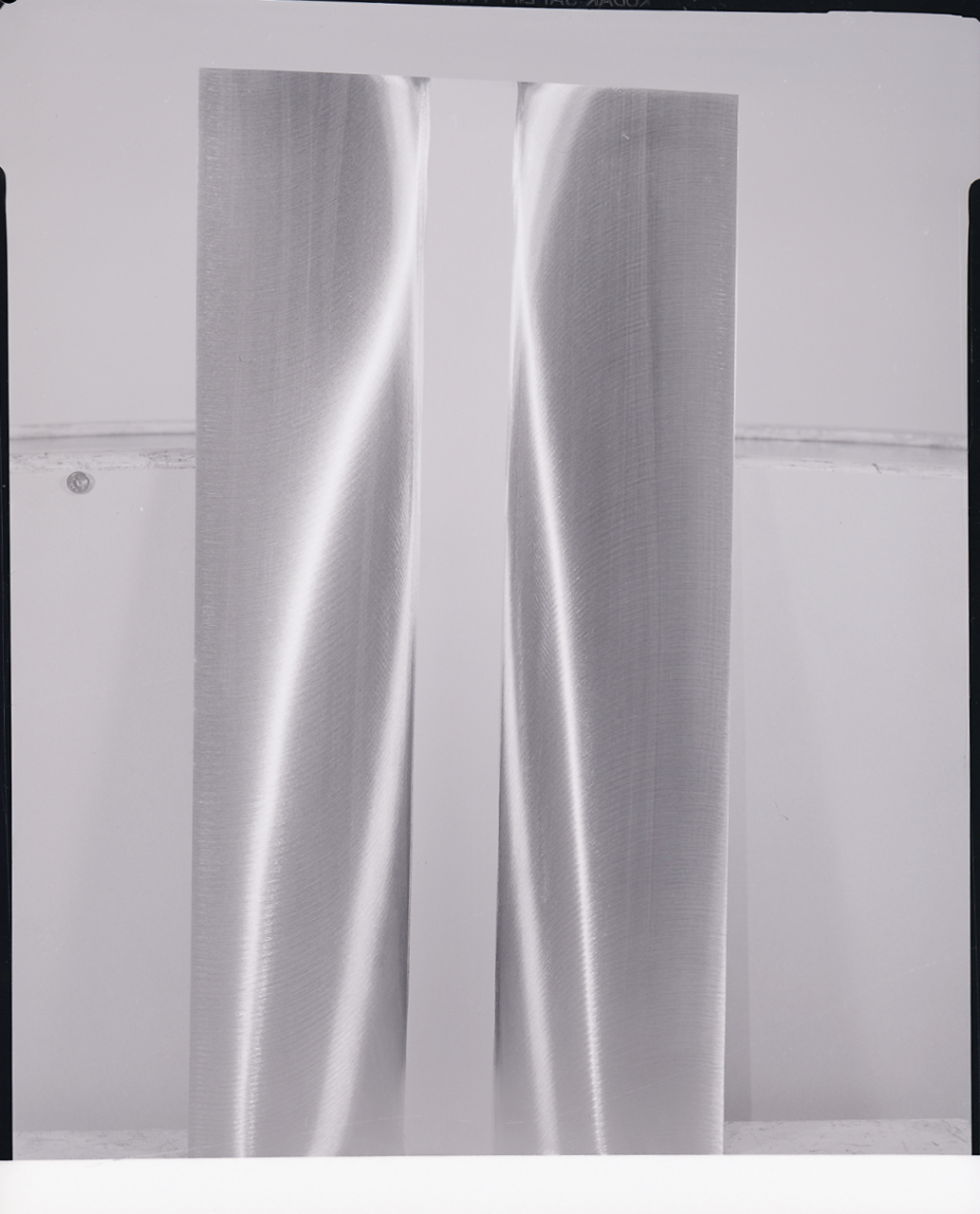

## Obras
- Getulio Alviani, Giancarlo Pauletto. Michel Seuphor. Pordenone, Concordia Sette, 1987
- Getulio Alviani, Margaret A. Miller, Giancarlo Pauletto. Richard Anuszkiewicz: Opere 1961-1987, Pordenone, Centro Culturale Casa A. Zanussi, 1988.